# Alisa u zemlji čuda
Alisa u zemlji čuda (engl. Alice's Adventures in Wonderland, često skraćeno kao Alice in Wonderland) je roman iz 1865. koji je napisao engleski pisac Čarls Latvidž Dodžson (Charles Lutwidge Dodgson) pod pseudonimom Luis Kerol (Lewis Carroll). Knjiga govori o devojčici po imenu Alisa (Alice) koja nakon što propadne kroz zečju rupu dospeva u svet mašte u kome žive neobična i antropomorfna stvorenja. Priča se poigrava s logikom na način koji joj je obezbedio dugotrajnu popularnost kako kod dece, tako i kod odraslih. Knjiga se smatra jednim od najkarakterističnijih predstavnika takozvanog žanra literarnog apsurda, a njena naracija i struktura imale su ogromni uticaj, prvenstveno u žanru fantastike. Priča knjige je podeljena u 12 poglavlja.
U narednim godinama do danas usled velike popularnosti knjige izašao je veliki broj filmova, serija i stripova sa ovom tematikom, kao i pozorišnih predstava.

## Pozadina priče
Alisa je objavljena 26. novembra 1865. godine, tri godine nakon što su Čarls Latvidž Dodžson i velečasni Robinson Dakvort veslali u čamcu 4. jula 1862. (ovaj popularni datum „zlatnog poslepodneva” može biti zbunjujući ili čak još jedna Alisinih priča, jer je taj specifični dan bio hladan, oblačan i kišovit), uzvodno Temzom sa tri mlade kćeri Henrija Lidela (zamenika kancelara Oksfordskog univerziteta i dekana Hristove crkve), koje su se zvale: Lorina Šarlot Lidel (13 godina, rođena 1849) („Prima” u uvodnom stihu knjige); Alis Plezans Lidel (10 godina, rođena 1852) („Sekunda” u uvodnom stihu); Edit Meri Lidel (8 godina, rođena 1853) („Tercija” u uvodnom stihu).
Ceo prvobitni tiraž je brzo rasprodat, a knjigu su iako je bila namenjena deci rado čitali i odrasli, a neki od strastvenih čitalaca bili su kraljica Viktorija i mladi Oskar Vajld.

## Sadržaj
Prvo poglavlje - Niz zečiju rupu

Alisa, sedmogodišnja devojčica sedi na obali reke sa svojom starijom sestrom i dosađuje se. U jednom trenutku primećuje belog zeca koji prolazi u blizini, odevenog u pantalone i karirani prsluk i gleda na džepni sat dok mrmlja sebi u bradu: „O Bože, zakasniću!”
Ubrzo zec nestaje u rupi iznad koje ona staje iz radoznalosti kako bi opet videla zeca, ali upada u rupu. Dugo je padala pre nego što je upala u dvoranu koja je svuda unaokolo imala mala vrata, ali su koja god je pokušala da otvori bila zaključana. Dok razgleda okolo primećuje mali sto na kome stoji zlatni ključ koji ona uzima i otključava mala vrata iza zavese kroz koja vidi prelepu baštu, ali su vrata i suviše mala da bi prošla kroz njih. Na stočiću gde je našla ključ nalazi i bočicu na kojoj piše “popij me”. Kad je popila bočicu počinje da se smanjuje dovoljno da uspeva da prođe kroz vrata koja je otključala. Tad ustanovljava da su se vrata zatvorila, a ključ ostao na stolu koji je sada suviše visoko da bi ga dohvatila. Tad ispod stočića primećuje kutiju u kojoj se nalazi kolač na kome piše “pojedi me”. 

 Drugo poglavlje - Bazen suza

Kad je pojela kolač počinje da raste, ali toliko da je glavom udarila u plafon. Sad može da uzme ključ, ali opet ne može da prođe kroz vrata. U tom trenutku ona počinje da plače zbog cele situacije, a njene suze stvaraju preplavljuju prostoriju i voda dostiže visinu do polovine hodnika. Tada ispija zadnje kapi iz bočice i smanjuje se i upada u tu istu bočicu i prolazi kroz ključaonicu. 
Dok pluta u bočici pomišlja kako će se udaviti u sopstvenim suzama kad sreće miša koji je isto upao u vodu, a potom primećuje i razne druge životinje koje su isto upale u more suza i svi ubrzo isplivavaju na obalu. 

 Treće poglavlje - Izborna trka i duga priča

Nakon što svi isplivaju na obalu smišljaju način kako da se osuše pa odlučuju da organizuju trku. Jedan od mokrih učesnika je i ptica dodo koja predlaže da organizuju trku i ona iscrtava krug po kome počinju svi nasumično da trče. Posle pola sata trčanja svi su uglavnom suvi i trka se završava. Tad dodo ptica odlučuje da su svi pobedili i da svi zaslužuju nagradu. Svi gledaju u Alisu očekujući neku nagradu, a ona u džepu nalazi bombone i raspodeljuje svima kao nagradu. Onda je pitaju šta još ima u džepovima i ona nalazi naprstak koji uzima dodo i svečano joj ga uručuje uz prigodan govor.
Ubrzo je opet čula neko tapkanje i opet ugledala belog zeca. 

 Četvrto poglavlje - Zec šalje malog Bila

Zec je opet žurio i gledao oko sebe kao da nešto traži. Čula ga je kako mrmlja i pominje kako će vojvotkinja sigurno da naredi da ga pogube jer je izgubio nešto njeno. Zec tad u žurbi pomeša Alisu sa sluškinjom i naredi joj da ode do kuće i pronađe rukavice i lepezu koje pripadaju vojvotkinji. Ona u kući nalazi bočicu na kojoj ništa ne piše i odlučuje da je popije i onda opet poraste toliko da je udarila glavom u plafon. Kad zec primećuje da ne može da uđe u kuću šalje baštovana, guštera Bila kroz odžak kako bi uzeo rukavice i lepezu. Alisa u međuvremenu primećuje da se na podu nalaze kamenčići koji se pretvaraju u kolačiće. Tad pojede jedan i smanjuje se i kreće dalje za zecom koji žurno odlazi u šumu. 

 Peto poglavlje - Savet gusenice

U šumi Alisa nailazi na gusenicu koja sedi na pečurki i puši nargilu. Ona počinje da ispituje Alisu ko je i odakle dolazi, ali ona odgovara da ne zna jer se toliko puta promenila tokom dana. Kad joj se Alisa požali da je i suviše mala gusenica joj savetuje da pojede deo pečurke na kojoj ona sedi. Kaže joj da će je jedna polovina učiniti većom, a druga smanjiti. Tad gusenica odlazi, a Alisa ne zna sa koje strane da jede. Probala je jednu stranu i toliko se smanjila da joj je glava dodirivala noge. Onda uzme parče sa druge strane i vrati se na svoju normalnu visinu. Tad nastavlja kroz šumu kada stiže do male kuće. Pošto je prevelika da uđe u kućicu ona pojede malo pečurke i smanji se kako bi mogla da uđe. 

 Šesto poglavlje - Prase i biber

Kada je pokucala na vrata otvorio joj je sluga koji je ubrzo pusti unutra. Tad je videla vojvotkinju kako sedi u kuhinji i ljulja bebu u rukama. Kad je ušla u kuhinju počela je da krije jer je kuvarica stavila previše bibera u supu. Tad vojvotkinja zamoli Alisu da pričuva dete i ona ostaje u kuhinji sa detetom i mačkom koji se samo cerekao. Kad je malo bolje zagledala dete primetila je da je to prase. Tad Alisa upita mačka da joj pokaže put kako da ode odatle. Tad joj mačak objasni kako na desnoj strani živi šeširdžija, a na levoj martovski zec i kaže joj da su obojica luda, kao i svi ostali. Alisa se ne slaže sa time, ali joj mačak kaže da ne bi došla tako daleko da je normalna. Alisa se i dalje ne slaže i odlazi u pravcu zečeve kuće. 

 Sedmo poglavlje - Luda čajanka

Ubrzo Alisa nailazi na kuću zeca koja je imala dimnjak poput zečijih ušiju, a krov prekriven krznom. Kada je ušla unutra videla je šeširdžiju i zeca kako sede za stolom i dobija poziv da se i ona pridruži, a na stolu se nalazi samo čaj. Šeširdžija joj kaže kako po celi dan piju čaj pošto mu je sat stao na šest sati, kad je vreme za popodnevni čaj. Kad je sela oni počinju da joj postavljaju razne zagonetke. Kad se napokon umorila od gomile zagonetki izjavljuje da na dosadnijoj čajanki nije bila i odlazi dalje. 

 Osmo poglavlje - Kraljičino kroket igralište

Dalje nailazi na vrata na drvetu kroz koja prolazi i ubrzo nailazi na tri karte, baštovana koje su bele ruže na drvetu bojile u crveno. Kad ih je Alisa upitala zašto to rade oni su joj rekli da su greškom posadili belu ružu umesto crvene i sad se plaše kraljice jer ona mrzi bele ruže i zato ih boje. 
Tad nailazi povorka karata sa kraljicom na čelu i ona poziva Alisu na partiju kriketa sa njom i ostalim podanicima. Igralište je bilo čudno, bilo je puno busenja, a lopte su bili živi ježevi, lukovi su bili vojnici, a palice su bili flamingosi. Tad kraljica upita Alisu da li je čula priču lažne kornjače, a kada joj ona odgovori da nije šalje je kod nje kako bi mogla da čuje neobičnu priču.

 Deveto poglavlje - Priča lažne kornjače

Kornjača Alisi priznaje da je prava kornjača i da je išla u školu na dnu mora i da je imala nekoliko zanimljivih predmeta. Sem francuskog i muzičkog imala je i predmet pranje, što je Alisu začudilo pošto nikad nije čula za taj predmet. Tad joj grifon koji je doveo Alisu tu kaže da priča malo o igrama.

 Deseto poglavlje - Kadril jastoga

Nakon priče kornjača i grifon zaplešu kadril, francusku igru u različitim taktovima, za četiri para dok im Alisa uglavnom netačno recituje pesmu "glas jastoga". Nakon toga grifon odvodi Alisu na suđenje koje se odvijalo.

 Jedanaesto poglavlje - Ko je ukrao kolače?

Alisa prisustvuje suđenju karti žandaru srce jer je optužen da je ukrao kraljici kolače. U poroti Alisa vidi i belog zeca, a sudija je kralj srce. Prvi svedok je bio šeširdžija koja daje indirektne odgovore i frustrira kralja, a sledeći svedok je vojvotkinja kuvarica koja na pitanje od čega pravi kolač kaže od bibera. Kao sledećeg svedoka beli zec na njeno veliko iznenađenje poziva upravo Alisu.

 Dvanaesto poglavlje - Alisino svedočenje

Kad je kralj upitao Alisu šta zna o nestanku kolača odgovorila je da ne zna ništa. Kad je kralj uvideo da ni ona nema šta da kaže reče joj da napusti sudnicu, što ona odbija. Tad zec pročita pismo koje je žandar pisao, a nakon toga reče poroti da počne sa suđenjem. Tad se umeša kraljica koja reče prvo presuda, pa onda suđenje. Tad se Alisa pobunila kako može prvo presuda, a tek onda suđenje i posvađa se sa kraljicom koja naredi stražarima da joj odrube glavu. Špil karata čuvara potrča prema Alisi kad ona vrisnu i sestra je probudi.

## Ilustracije raznih izdanja knjige
- Ilustracija naslovne strane, rad Gertrude Tomson
- Beli zec, rad Džona Teniela
- Alisa u zemlji čuda, Džon Tenijel, 1865
- Alisa u zemlji čuda, rad Artura Rakama
- Alisa u zemlji čuda by Gertrude A. Kej
- Ilustracija Karla Beutela
- Bra suza, rad Artura Rakama
- Bara suza, rad Mila Vintera

## Literatura
- Carpenter, Humphrey (1985). Secret Gardens: The Golden Age of Children's Literature. Houghton Mifflin. ISBN 978-0-395-35293-9.
- Gardner, Martin (2000). The Annotated Alice: the definitive edition. New York and London: W. W. Norton & Company. ISBN 978-0-393-04847-6.
- Ray, Gordon Norton (1991). The Illustrator and the book in England from 1790 to 1914. New York: Dover. ISBN 978-0-486-26955-9.

## Spoljašnje veze
- Obrada lektire:
  - „Српски језик, четврти разред, 67. час: Луис Керол - Изборна трка и Дуга прича (обрада)”. Моја школа. РТС планета. Приступљено 26. 6. 2023.
  - „Српски језик, четврти разред, 68. час: Луис Керол - Изборна трка и Дуга прича (обрада и утврђивање)”. Моја школа. РТС планета. Приступљено 26. 6. 2023.
- Projekat Gutenberg:
- :
  -  Alice's Adventures in Wonderland public domain audiobook at LibriVox
  -  Alice's Adventures Underground public domain audiobook at LibriVox